# Barrio el Vivero
Barrio el Vivero är en ort i Mexiko.   Den ligger i kommunen Villa Victoria och delstaten Mexiko, i den sydöstra delen av landet, 100 km väster om huvudstaden Mexico City. Barrio el Vivero ligger 2 579 meter över havet och antalet invånare är 1 371.
Terrängen runt Barrio el Vivero är varierad. Runt Barrio el Vivero är det ganska tätbefolkat, med 166 invånare per kvadratkilometer. Närmaste större samhälle är Amanalco de Becerra, 15,3 km söder om Barrio el Vivero. Trakten runt Barrio el Vivero består till största delen av jordbruksmark.